# Giovanni Bolzoni (calciatore 1937)
Giovanni Bolzoni (Codogno, 25 giugno 1937) è un ex calciatore italiano, di ruolo centrocampista.
Ala, era soprannominato Sconquasso per la sua irruenza non sempre ben tenuta sotto controllo.

## Carriera
Prelevato giovanissimo dalla Sampdoria dalle file della formazione dilettantistica del Guardamiglio, percorre coi blucerchiati la trafila delle giovanili aggiudicandosi nel 1958 il Torneo di Viareggio, ed esordisce in prima squadra il 2 febbraio 1958 in occasione della vittoria interna sulla Fiorentina, disputando poi quasi per intero il girone di ritorno del campionato 1957-1958 andando anche a segno. Le due annate successive in blucerchiato sono meno fortunate, chiuso nel ruolo di ala da Bruno Mora e Luigi Toschi, con 12 presenze e 2 reti complessive.
Nell'estate 1960 si trasferisce quindi ai rivali cittadini del Genoa, allora militanti in Serie B. In rossoblu Bolzoni disputa tre stagioni, contribuendo con 7 reti alla promozione in A della stagione 1961-1962, e realizzando 2 reti in 20 incontri nell'annata successiva in Serie A.
A fine stagione su interessamento di Roberto Lerici si trasferisce al Napoli, primo acquisto della squadra in quella stagione, appena retrocessa in B. La prima stagione è positiva sul piano personale (8 reti in 25 incontri), meno su quello di squadra coi partenopei che chiudono con l'ottavo posto. L'annata 1964-1965 vede il ritorno degli azzurri in A, a cui Bolzoni , alla sua seconda promozione personale, contribuisce però solo marginalmente con 9 presenze ed una rete.
Dopo 4 presenze in Serie A nella stagione 1965-1966, accetta di tornare in Serie B con la maglia della Salernitana, segnando una rete in 14 presenze coi campani che chiudono il campionato all'ultimo posto. Resta a Salerno per altre due stagioni in Serie C per poi trasferirsi nel novembre 1968 al Rapallo Ruentes, sodalizio in cui chiude la carriera agonistica.
In carriera ha totalizzato complessivamente 48 presenze e 9 reti in Serie A e 105 presenze e 23 reti in Serie B.

## Palmarès

### Club

#### Competizioni nazionali
- Campionato italiano di Serie B: 1

Genoa: 1961-1962

#### Competizioni internazionali
- Coppa delle Alpi: 1

Napoli: 1966

##### Competizioni giovanili
- Torneo di Viareggio: 1

Sampdoria: 1958